# Comitê Paralímpico Canadense
O Comitê Paralímpico Canadense (em inglês:  Canadian Paralympic Committee e em francês:  Comité paralympique canadien) é a organização privada sem fins lucrativos que representa os atletas paralímpicos canadenses no Comitê Paralímpico Internacional e nos Jogos Parapan-americanos. Ela representa 43 organizações esportivas membros. Seu presidente é Carla Qualtrough.